# Alces River
Alces River är ett vattendrag i Kanada.   Det ligger i provinsen British Columbia, i den centrala delen av landet, 3 300 km väster om huvudstaden Ottawa.
Trakten runt Alces River består till största delen av jordbruksmark. Trakten runt Alces River är nära nog obefolkad, med mindre än två invånare per kvadratkilometer.